# Blastocladiaceae
Famille
Blastocladiaceae est une famille de champignons de l'ordre des Blastocladiales. Ils sont appelés champignons entomopathogènes, parasites d'insectes ou d'autres arthropodes, entraînant leur mort.

## Liste des genres et espèces
| Selon Catalogue of Life (2 novembre 2015) : - genre Allomyces - genre Blastocladia - genre Blastocladiella - genre Blastocladiopsis - genre Microallomyces Selon ITIS (2 novembre 2015) : - genre Allomyces E. J. Butler, 1911 - genre Blastocladia - genre Blastocladiella - genre Blastocladiopsis F. K. Sparrow, 1950 | Selon NCBI (2 novembre 2015) : - genre Allomyces - Allomyces anomalus - Allomyces arbusculus - Allomyces javanicus - Allomyces macrogynus - Allomyces moniliformis - Allomyces neomoniliformis - Allomyces reticulatus - genre Blastocladia - Blastocladia pringsheimii - Blastocladia ramosa - genre Blastocladiella - Blastocladiella britannica - Blastocladiella emersonii - Blastocladiella simplex - genre Microallomyces - Microallomyces dendroideus |